# Тейлор, Рэйчел
Рэйчел Тейлор (англ. Rachael Taylor; род. 11 июля 1984) — австралийская актриса.

## Ранняя жизнь
Рэйчел Тейлор родилась 11 июля 1984 года в городе Лонсестон штата Тасмания, (Австралия) в семье Найджела и Кристины Тейлор. Училась в Риверсайдской школе. Выиграла конкурс «Мисс Молодая Тасмания», а позже удачно выступала на международных конкурсах «Мисс Вселенная» и «Мисс мира».

## Карьера
Её дебютом является появление в недолгой австралийской программе «Headland». Затем она появлялась в ряде американских телевизионных шоу, но наибольший успех ей принесла роль Мэгги Мэдсен в фильме «Трансформеры». После она снялась в голливудских фильмах «Фантомы» (2008), «Фантом» (2011) и ряде других.
В начале 2011 года Рэйчел Тейлор появилась в восьми эпизодах телесериала канала ABC «Анатомия страсти», а осенью того же года сыграла главную роль в сериале «Ангелы Чарли», где ей досталась роль, аналогичная персонажу Фэрры Фоссет в оригинальном шоу семидесятых. Сериал был снят с эфира после нескольких эпизодов, а в 2012 году она сыграла ещё в одном сериале канала ABC — «Парк авеню, 666». Шоу также было закрыто после одного сезона из-за низких рейтингов. В 2014 году она снялась в ещё более провальном сериале, «Кризис» на NBC.
В 2016 году можно было увидеть Тейлор в криминальной драме «Золото» в компании Мэттью Макконахи, а также в фантастическом фильме «Арка». В августе 2017-го на Netflix состоялась премьера сериала «Защитники», основанного на одноимённой серии комиксов Marvel. Рэйчел Тейлор исполнила в сериале роль Триш Уокер, более известной под псевдонимом Адская кошка.
Весной 2020 года в американский прокат вышел фильм «Ограбление президента». Рэйчел сыграла в картине главную женскую роль, а её партнером выступил Трэвис Фиммел.

## Фильмография
| Год       |   | Русское название                               | Оригинальное название                    | Роль                   |
| --------- | - | ---------------------------------------------- | ---------------------------------------- | ---------------------- |
| 2004      | с | Загадка Натали Вуд                             | The Mystery of Natalie Wood              | Мериан Маринкович      |
| 2005      | с | Дочери Маклеода                                | McLeod's Daughters                       | Натали Льюис Браун     |
| 2005      | ф | Леший                                          | Man-Thing                                | Тери Элизабет Ричардс  |
| 2005      | ф | Геркулес                                       | Hercules                                 | женщина / Сфинкс       |
| 2004      | с | Династия: За кулисами секса, алчности и интриг | Dynasty: The Making of a Guilty Pleasure | Катерина Оксенберг     |
| 2006      | ф | Не вижу зла                                    | See No Evil                              | Зоя                    |
| 2007      | ф | Трансформеры                                   | Transformers                             | Мэгги Мэдсен           |
| 2008      | ф | Удар бутылкой                                  | Bottle Shock                             | Сэм                    |
| 2008      | ф | Фантомы                                        | Shutter                                  | Джейн Шоу              |
| 2008      | ф | Список контактов                               | Deception                                | Девушка в холле        |
| 2009      | ф | Отчаянные головы                               | Splinterheads                            | Гэлекси                |
| 2011      | с | Анатомия страсти                               | Grey's Anatomy                           | доктор Люси Филдс      |
| 2011      | с | Ангелы Чарли                                   | Charlie's Angels                         | Эбигэйл «Эбби» Сэмпсон |
| 2011      | ф | Фантом                                         | The Darkest Hour                         | Энн                    |
| 2011      | ф | Рыжий Пёс                                      | Red Dog                                  | Нэнси Грей             |
| 2012      | ф | Всё, кроме любви                               | Any Questions for Ben?                   | Алекс                  |
| 2012—2013 | с | Парк авеню, 666                                | 666 Park Ave                             | Джейн ван Вин          |
| 2014      | с | Кризис                                         | Crisis                                   | Сьюзи Данн             |
| 2014      | ф | Лофт                                           | The Loft                                 | Энн                    |
| 2015—2019 | с | Джессика Джонс                                 | A.K.A. Jessica Jones                     | Триш Уокер             |
| 2016      | ф | Золото                                         | Gold                                     | Рэйчел Хилл            |
| 2016      | ф | Арка                                           | ARQ                                      | Ханна                  |
| 2017      | с | Защитники                                      | The Defenders                            | Триш Уокер             |
| 2018      | ф | Дамы в чёрном                                  | Ladies in Black                          | Фэй                    |
| 2020      | ф | Ограбление президента                          | Finding Steve McQueen                    | Молли Мёрфи            |